# Raoul Testu de Balincourt
Maurice Clément Marie Raoul Testu, marquis de Balincourt, né à Paris le 19 octobre 1856 et mort au château des Barrinques (Lamotte-du-Rhône) le 21 juillet 1933, est un officier de marine français. Il est connu pour ses éditions de Flottes de combat, recensant l’ensemble des bâtiments des marines de guerre du monde.

## Biographie
Il est le fils d'un officier de marine et entre à l'École navale en 1873, dont il sort aspirant en 1875, et passe enseigne de vaisseau en 1879 et lieutenant de vaisseau en 1885. L'année précédente, il avait été blessé lors du combat de Duc-Hoc.
En 1893, il est chargé par l'État-major d'une enquête sur la Marine des États-Unis à l'occasion de l'Exposition internationale de Chicago.
Il commande l'aviso Cigogne à la station du Gabon et s'illustre par ses travaux sur l'hydrographie de la région.
Nommé aide de camp du major général de Toulon, il passe capitaine de frégate en 1899, président de la Commission des recettes à Toulon, puis sous-directeur des Défenses sous-marines à Cherbourg en 1901.
Affecté en Extrême-Orient en 1903, il y commande la canonnière cuirassée Styx.
Commandant le croiseur cuirassé Bruix en Méditerranée en 1905, puis le Chanzy en 1906, il préside la Commission des recettes des torpilles à l'État-major du port de Toulon. Il est promu capitaine de vaisseau et adjoint à la majorité générale à Toulon en 1911.
En 1913, il est nommé commandant du croiseur cuirassé Montcalm en Extrême-Orient.
Il est nommé commandant du front de mer à Boulogne-sur-Mer en 1915.

## Honneurs
- : Croix de guerre 1914-1918
- : Officier de la Légion d'honneur le 11 juillet 1909[3].
- : Commandeur de la Légion d'honneur le 30 avril 1921.

## Ouvrages
- « L'Agonie d'un Cuirassé : Carnet de notes du Commandant Semenoff de l'état-major de l'Amiral Rojestvensky » (traduit du russe, 1919)
- « Le prix du sang : Fin du carnet de notes du capitaine de frégate Sémenoff... » (traduit du russe, 1921)
- « Les flottes de combat en 1917 » (1917)
- « Les flottes de combat en 1915 » (1915)
- « Les flottes de combat en 1914 » (1915)[4]
- « Le Novik : journal posthume du lieutenant de vaisseau André Petrovitch Steer : Combats sous Port-Arthur, la trouée, la fuite » (traduit du russe, 1913)
- " L'Escadre de Port-Arthur - Carnet de notes du Capitaine de frégate Sémenoff ", Augustin Challamel Éditeur, Paris, 1910
- « Les flottes de combat en 1909: avec 357 figures schématiques de bâtiments » (1909)
- « Album illustre des flottes de combat: avec 370 photographies de bâtiments » (1907)
- « Les Flottes de combat en 1904 (1er juillet). Avec 400 figures schématiques de bâtiments » (1904)
- « Les Flottes de combat en 1903. Avec 403 figures schématiques de Bâtiments » (1903)
- « Les Flottes de combat étrangères en 1900 » (1900)
- « Les Flottes de combat étrangères en 1897 » (1897)
- « Étude sur les navires d'aujourd'hui » (1892)